# Dog argentyński
Dog argentyński (oryginalna nazwa dogo argentino) – rasa psa zaliczana do grupy molosów, wyhodowana w Argentynie jako pies do polowania na pumy i inną grubą zwierzynę. Obecnie pełni rolę psa służbowego i psa-towarzysza, rzadziej psa stróżującego. Typ dogowaty.
Rozporządzeniem Ministra Spraw Wewnętrznych i Administracji w Polsce dog argentyński został ujęty w wykazie ras psów uznawanych za agresywne.

## Rys historyczny
Rasa ta pochodzi z prowincji Córdoba w centralnej Argentynie. Jej twórcą był lekarz Antonio Nores Martinez, który w roku 1928 zapoczątkował hodowlę tej rasy oraz pierwsze opracowania jej wzorca. Jej powstanie poprzedziły lata metodycznie prowadzonych kojarzeń międzyrasowych, których bazą był miejscowy bojowy pies z Kordoby (Perro Cordobes) mocny i waleczny, ale mało wyrównany tak pod względem psychicznym, jak i genetycznym. Martinez do hodowli wykorzystał także hiszpańskiego psa gończego. Początkowo uważano, że nowa rasa psów zostanie wykorzystana jako psy do walk, ale dr Martinez kierował się potrzebą stworzenia psa myśliwskiego, który pasowałby do lokalnych warunków. Tak selekcjonował je, aby uzyskać psy wszechstronne pod względem użytkowym; zarówno na grubą zwierzynę, jak i na drapieżniki występujące na rozległym i zróżnicowanym terytorium Argentyny. Po śmierci Martineza pracę nad hodowlą i kształtem rasy kontynuował jego brat Augustin Nores Martinez.
21 maja 1964 rasę uznała Federación Cinológica Argentina (Argentyński Związek Kynologiczny) i tamtejszy związek rolników; wtedy też założone zostały wstępne księgi hodowlane. 31 lipca 1973 rasa uznana została przez FCI jako pierwsza i jak dotąd jedyna rasa argentyńska.

## Klasyfikacja FCI
W klasyfikacji FCI rasa ta została zaliczona do grupy II – Pinczery, sznaucery, molosy i szwajcarskie psy do bydła, sekcja 2.1 – Molosy typu mastifa. Psy tej rasy nie podlegają próbom pracy.

## Wygląd

Głowa doga argentyńskiego

Sylwetka doga argentyńskiego

Według wzorca rasy uznanego przez FCI dogo argentino jest psem rosłym, w typie molosa, budowy mezomorficznej, proporcjonalny i atletyczny. Dzięki silnemu umięśnieniu, uwidocznionemu pod skórą, sprawia wrażenie sprawnego i silnego psa. Sama skóra jest napięta, elastyczna, z niewielką ilością luźnej tkanki podskórnej.

### Szata i umaszczenie
Umaszczenie jest jednolite, całkowicie białe – jedna czarna lub ciemna plama wokół oka jest dopuszczalna, jeśli nie pokrywa więcej niż 10% powierzchni głowy. Włos jednolity, krótki, prosty i gładki w dotyku.

## Zachowanie i charakter
Dog argentyński to opanowany, silny pies, mało szczekający. Sprowokowany potrafi walczyć bezkompromisowo. Psy mają problemy z tolerowaniem innych osobników tej samej płci na swoim terytorium. Pies oddany swemu panu, ma do niego bezgraniczne zaufanie. Równie mocno zżywa się z całą rodziną. Bardzo lubi towarzystwo. Psy tej rasy są szybkie i silne, mają zdolność szybkiego uczenia się. Podczas pracy na polowaniu jest zmyślny, cichy i odważny. Dog argentyński jest psem aktywnym i wymaga zapewnienia mu dostatecznej ilości zajęć ruchowych. Wymaga szybkiej socjalizacji od wczesnego okresu życia. Lubi zabawy ruchowe zarówno w wodzie jak i na lądzie.

## Użytkowość
Stworzony do polowania na dużą zwierzynę. Jest wytrwałym psem dobrze sprawdzającym się w polowaniach na pumy oraz dzikie świnie (pekari), do czego jest wciąż wykorzystywany w kraju pochodzenia. Dog argentyński jako jeden z nielicznych psów węszy górnym wiatrem. Wszechstronność rasy jest wykorzystywana w policji i straży granicznej. Dogi używane są również do poszukiwania ludzi uwięzionych pod gruzami. Rzadziej wykorzystywane są jako psy stróżujące.

## Zdrowie i pielęgnacja
- Uszy są tradycyjnie kopiowane. Obecnie w Polsce jest to zakazane na podstawie art. 27 ustawy o ochronie zwierząt. W Argentynie z kolei do pewnego momentu psa o niekopiowanych uszach dyskwalifikowano.
- Zdarza się głuchota wrodzona u psów tej rasy, którą można wykryć za pomocą badania BAER (ang. brainstem auditory evoked response) już u małych szczeniąt.
- Ze względu na całkowicie białe umaszczenie tej rasy, czasem zdarzają się skórne uczulenia.